# Оренда природних ресурсів
Оре́нда приро́дних ресу́рсів — угода, за якою орендодавець зобов'язаний за плату передати орендареві природний ресурс чи його частину у володіння і користування на певний строк, а орендар —використовувати природний ресурс чи його частину відповідно до умов договору та вимог екологічного законодавства.
Правовий інститут оренди природних ресурсів — є одним із найдавніших інститутів права природокористування та являє собою яскравий приклад зіткнення приватних та публічних інтересів у цій сфері. Приватні інтереси, як правило, відображають потребу у великих обсягах використання тих чи інших природних ресурсів і максимальному прибутку. Публічні інтереси полягають у задоволенні потреб населення у природних ресурсах, у їх використанні, як правило, на праві загального природокористування, а також в організації робіт з відтворення (відновлення) їх кількості, якщо такі ресурси є відтворювальними, охороні, недопущенні знищення і забезпеченні їх раціонального використання.

## Законодавче закріплення
У сучасному екологічному законодавстві сформована певна правова база орендного природокористування. Вона передбачена відповідними статтями кодексів України:
1) Згідно зі статтею 93 Земельного кодексу: «право оренди земельної ділянки — це засноване на договорі строкове платне володіння і користування земельною ділянкою, необхідною орендареві для провадження підприємницької та іншої діяльності. Земельні ділянки можуть передаватися в оренду громадянам та юридичним особам України, іноземцям і особам без громадянства, іноземним юридичним особам, міжнародним об'єднанням і організаціям, а також іноземним державам»
2) Стаття 51 Водного кодексу передбачає, що «у користування на умовах оренди для рибогосподарських потреб, культурно-оздоровчих, лікувальних, рекреаційних, спортивних і туристичних цілей, проведення науково-дослідних робіт можуть надаватися водосховища (крім водосховищ комплексного призначення), ставки, озера та замкнені природні водойми. Умови використання водних об'єктів, розмір орендної плати та строк дії договору оренди водних об'єктів визначаються у договорі оренди»
3) Стаття 18 Лісового кодексу, в якій зазначається, що «Об'єктом тимчасового користування можуть бути всі ліси, що перебувають у державній, комунальній або приватній власності. Тимчасове користування лісами може бути: довгостроковим — терміном від одного до п'ятдесяти років і короткостроковим — терміном до одного року. Довгострокове тимчасове користування лісами — засноване на договорі строкове платне використання лісових ділянок, які виділяються для потреб мисливського господарства, культурно-оздоровчих, рекреаційних, спортивних, туристичних і освітньо-виховних цілей, проведення науково-дослідних робіт»
4) Стаття 792 Цивільного кодексу зазначає, що «За договором найму (оренди) земельної ділянки наймодавець зобов'язується передати наймачеві земельну ділянку на встановлений договором строк у володіння та користування за плату. Земельна ділянка може передаватись у найм разом з насадженнями, будівлями, спорудами, водоймами, які знаходяться на ній, або без них».
Також схожі положення містяться і в законах, таких як Закон України «Про мисливське господарство та полювання» і Закон України «Про оренду землі», а також підзаконних нормативних актах.

## Предмет оренди
На основі вищезазначеного можна зробити висновок, що договірні орендні відносини виникають тільки з приводу окремих природних ресурсів. Так, в оренду надаються: земельні ділянки (ст. З Закону України «Про оренду землі», стаття 93 Земельного кодексу, стаття 792 Цивільного кодексу), водні об'єкти (їх частини) (ст. 51 Водного кодексу України), лісові ділянки (ст. 18 Лісового кодексу України), мисливські угіддя (ст. 21, 22, 24 Закону України «Про мисливське господарство та полювання») та інші відособлені природні ресурси як такі, що не втрачають своїх натуральних властивостей у процесі використання (неспоживчі речі) — тобто об'єкти нерухомості.

## Сторони в оренді природних ресурсів
За договором оренди природних ресурсів сторонами виступають орендодавці і орендарі.
Орендодавці — громадяни та юридичні особи, у власності яких перебувають природні ресурси, або уповноважені ними особи. Орендодавцями природних ресурсів, що перебувають у комунальній власності, виступають сільські, селищні, міські ради в межах повноважень, визначених законом. Орендодавцями природних об'єктів, що перебувають у державній власності, є районні, обласні, Київська і Севастопольська міські державні адміністрації, Рада міністрів Автономної Республіки Крим та Кабінет Міністрів України в межах повноважень, визначених законом.
Орендарями можуть бути громадяни і юридичні особи України, іноземці та особи без громадянства, іноземні юридичні особи, міжнародні об'єднання та організації, а також іноземні держави.
Згідно з договором оренди природних ресурсів орендодавець надає орендарю природні ресурси (їх частини) в тимчасове користування на умовах оренди для задоволення потреб орендаря, а останній зобов'язується використовувати їх за цільовим призначенням з додержанням екологічних нормативів, своєчасно вносити орендну плату та виконувати інші умови договору.
До основних прав орендаря належать: право користуватися орендованими природними ресурсами відповідно до умов договору; вимагати від орендодавця своєчасного повернення природного ресурсу; самостійно визначати напрямки своєї господарської діяльності тощо. Орендодавець має право вимагати своєчасного внесення орендної плати; перевіряти додержання орендарем умов договору; вимагати відшкодування заподіяних йому збитків тощо.
До основних обов'язків орендаря належать цільове раціональне використання природного ресурсу; своєчасне внесення орендної плати; здійснення комплексу заходів з відтворення та охорони природних ресурсів; відшкодування заподіяних їм збитків тощо. Основні обов'язки орендодавця: надання природного ресурсу в оренду відповідно до умов договору; утворення необхідних умов для ефективного і раціонального використання природних ресурсів; відшкодування збитків, заподіяних орендарю внаслідок порушення умов договору тощо.
Визначення конкретного комплексу прав та обов'язків сторін за договором регулюється приписами, які в цілому присвячені правам та обов'язкам користувачів даними природними об'єктами.

## Договір оренди
Договір оренди є класичним цивільно-правовим договором. Права і обов'язки сторін у договорі визначаються передусім його умовами, оскільки природні ресурси за своїми природними характеристиками різні. Береться до уваги також мета договору. Права та обов'язки сторін за договорами оренди конкретних природних ресурсів різноманітні, але серед них можна виокремити й такі, що притаманні всім видам договорів оренди. Саме про це і піде мова в даному розділі.
ЦК України в ст. 638 зазначає, що істотними умовами будь-якого договору є умови про предмет договору, умови, що визначені законом як істотні або є необхідними для договорів даного виду, а також усі ті умови, щодо яких за заявою хоча б однієї із сторін має бути досягнуто згоди. Окрім умови про предмет договору, яка не дарма винесена законодавцем на перше місце серед переліку істотних умов договору, слід виділяти ті, умова про строк і умова про плату.
Договір оренди може бути припинено у разі: закінчення строку дії, на який було укладено договір; вилучення природного ресурсу у встановленому порядку; розірвання договору тощо. За невиконання або неналежне виконання договору оренди сторони несуть відповідальність у встановленому законом порядку.

## Строки оренди
Особливістю договорів оренди природних ресурсів є те, що вони, в переважній більшості, укладаються на певний визначений строк. Законодавство встановлює граничні строки, на які укладаються договори оренди природних ресурсів, а саме:
- оренда земельної ділянки — до 50 років (пункт 4 статті 93 Земельного кодексу);
- оренда водного об'єкта: короткострокова — до 3 років, довгострокова — до 25 років (стаття 50 Водного кодексу);
- користування лісом: короткострокове — до 1 року, довгострокове — до 50 років (стаття 18 Лісового кодексу);
- мисливські угіддя надаються у користування на строк не менше 15 років (стаття 22 ЗУ «Про мисливське господарство та полювання»).

Таким чином, законодавство в імперативному порядку встановлює максимальні строки оренди природних ресурсів, що зумовлює неможливість сторонами укладати відповідні договори на більші строки, ніж це передбачено законодавством. Проте це не позбавляє природокористувачів права продовжити користування природним ресурсом на умовах оренди в порядку реалізації свого переважного права на укладення договору оренди на новий строк, передбаченого ст. 777 ЦК України.